# Meandrina braziliensis
Meandrina braziliensis là một loài san hô trong họ Meandrinidae. Loài này được Milne Edwards and Haime mô tả khoa học năm 1858.